# Zaglyptus glabrinotus
Zaglyptus glabrinotus är en stekelart som först beskrevs av Girault 1925.  Zaglyptus glabrinotus ingår i släktet Zaglyptus och familjen brokparasitsteklar. Inga underarter finns listade i Catalogue of Life.